# Offchurch
Offchurch is een civil parish in het bestuurlijke gebied Warwick, in het Engelse graafschap Warwickshire met 250 inwoners.